# 25 Bank Street
El 25 Bank Street es un rascacielos localizado en Canary Wharf, en Londres. Tiene una altura de 153 metros y 33 plantas con una superficie de 97 546 m². El edificio albergaba la sede europea de Lehman Brothers (empresa estadounidense que quebró en 2008). Posteriormente, fue la sede europea del banco de inversión japonés Nomura K.K., que adquirió las divisiones de Europa y Asia de Lehman Brothers. En diciembre de 2010 fue anunciada la venta del edificio a la también norteamericana JP Morgan Chase por 495 millones de £ y que pasara a ser la sede en Europa de esta última.
El rascacielos fue diseñado por el arquitecto César Pelli & Associates Architects y la empresa encargada de la construcción fue Canary Wharf Contractors que finalizó su trabajo en el año 2003. Actualmente (2011), es el 10.º rascacielos más alto de Londres.

## Diseño y desarrollo

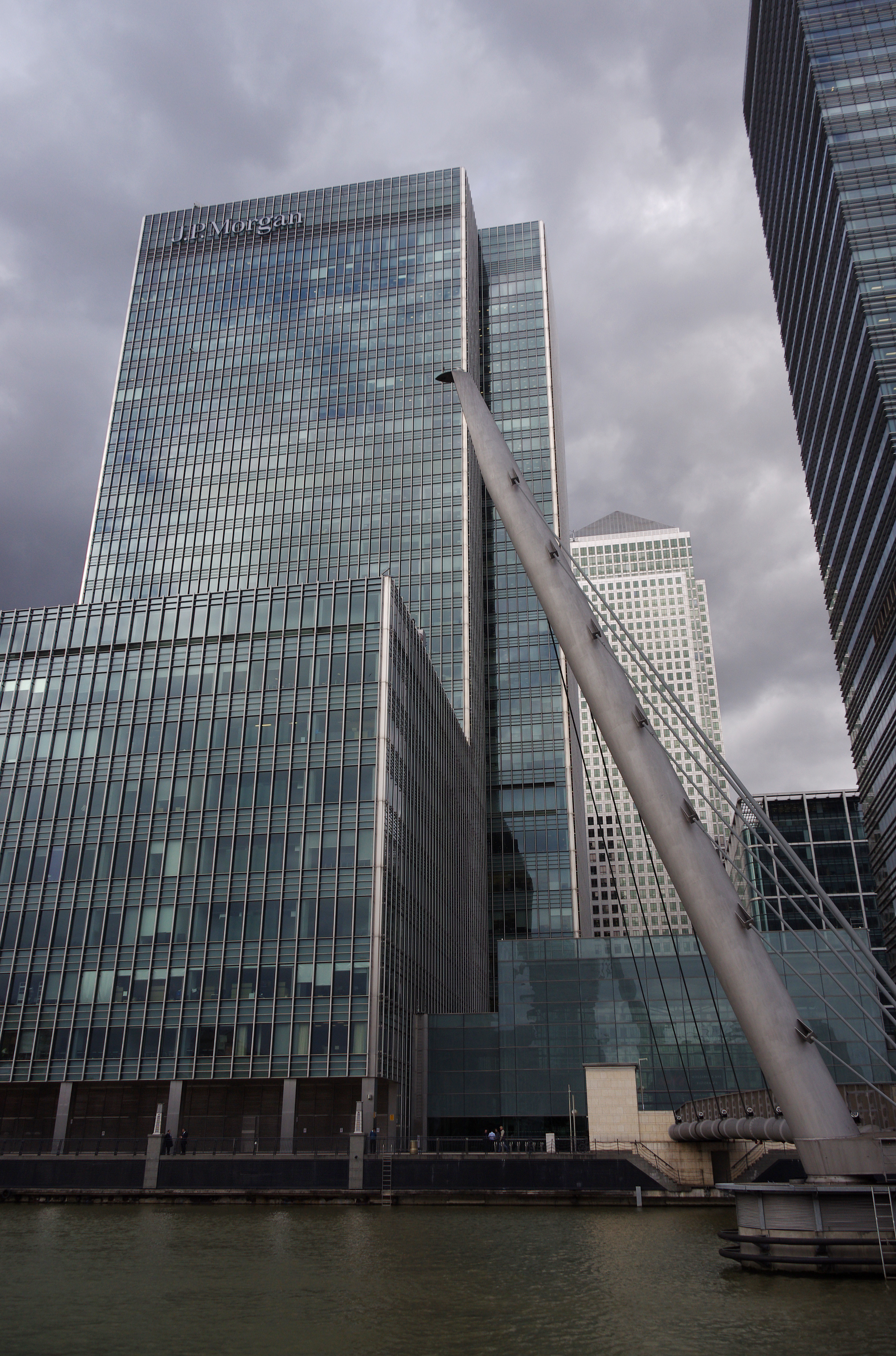
La pasarela de Heron Quays sobre el City Canal en Canary Wharf.

En julio de 2000, Canary Wharf Group anunció formalmente el desarrollo del proyecto de (45.000 m²)en el área de Heron Quays, en el límite sur de la zona de Canary Wharf. Esto implicaría la construcción de cinco edificios con un total de 307.000 m² de grado A para oficinas. Durante la fase de desarrollo, los cinco edificios fueron designados desde HQ1 a HQ5.
25 Bank Street, junto con sus vecinos HQ3 (40 Bank Street) y HQ4 (50 Bank Street) fueron diseñados por César Pelli en un estilo internacional, con un revestimiento exterior de acero inoxidable, cristal y piedra. 25 Bank Street y 40 Bank Street, que son de igual altura, se unen por el acceso a una concurrencia de vidrio, donde hay un Jardín cerrado y se localiza un centro comercial al por menor (bajo tierra). El edificio está diseñado en torno a un núcleo central de hormigón que contiene ascensores, baños y servicios, y que está rodeado por plantas de oficinas de acero inoxidable y vidrio formando un muro cortina.
Hay cinco niveles de sótano, planta baja, entresuelo, y un nivel más inferior. hay 32 pisos numerados del 1 al 33 (no hay piso 13). Los niveles más bajos, hasta el nivel 8, incorporan grandes áreas en los lados sur y oeste. Esto permite acomodar comercio en los pisos grandes, cada uno con un pie 50.000 metros cuadrados, La parte sur incorpora un revestimiento secundario.
En julio de 2000 Enron de Europa inició las negociaciones con Canary Wharf Group para tomar 130.060 metros cuadrados de espacio en la zona londinense de Canary Wharf. El HQ1 y HQ2 sitios destinados para el desarrollo de un uso mixto que incluye una miniestación de energía. Este desarrollo fue planeado para complementar la sede de Enron en el n.º 40 de la Plaza Grosvenor. Las negociaciones se interrumpieron a principios de 2001, antes de la insolvencia de Enron ese mismo año.
El 3 de abril de 2001, Canary Wharf Group anunció que había concluido un contrato de arrendamiento de 30 años con Lehman Brothers para la totalidad del espacio en HQ2, un total de más de 93.000 m². Bajo los términos del acuerdo, Canary Wharf Group presentó una serie de incentivos financieros para Lehman Brothers, incluyendo la cobertura de los gastos de acondicionamiento de hasta 35 Libras por pie cuadrado, un pago adicional de 16 millones de Libras en reducción del contrato de arrendamiento, y la contribución de una 30 libras por pie cuadrado para el reacondicionamiento de 37.900 m² de espacio de oficinas ocupadas por Lehman Brothers en Broadgate, en la City de Londres.

## Construcción
La construcción del 25 Bank Street se llevó a cabo por Canary Wharf Contractors, con un total del tiempo de construcción de 32 meses. La geografía del lugar presentaba retos considerables en el acceso porque estaba rodeada de agua por tres lados, con dos tercios en la base anterior. Una Zanja fue construida en el muelle para permitir que el agua se bombease y se construyó una carretera en la parte superior de la presa, con rampas de tierra para habilitar el tráfico de la construcción y para llegar a la obra. El tráfico fluvial fue ampliamente utilizado para reducir al mínimo las entregas de la carretera; las remesas de acero para la estructura fueron entregados por medio de barcazas y una planta de hormigón fue construida sobre una barcaza anclada en el muelle. Al final del proyecto la zanja fue derruida con relleno de carga en las barcazas para la su eliminación.
Para la construcción del núcleo de hormigón rectangular fue subcontratada Bros Byrne (encofrados) Ltd, que utilizó el mismo sistema de encofrado que PERI ACS. Esta fue la primera vez que este sistema sería utilizado en el Reino Unido. Al utilizar el sistema de jumpform, el subcontratista fue capaz de utilizar plataformas de trabajo adicionales situados por debajo de la plataforma de trabajo principal, por lo que varias fases de trabajo podría llevarse a cabo al mismo tiempo.
La zona oeste del 25 Bank Street se encuentra a una altura de 30 metros y a una distancia de 100 metros de la Estación de Docklands, que en su interior también incluye la estación Heron Quays. Para proteger la estación de metro, que siguió funcionando durante la construcción, una losa de hormigón se instaló por encima de la línea férrea que formaron la base de la zona occidental de la torre. Esto apoyaría los pisos superiores y también actuaría como una plataforma de montaje durante las operaciones de construcción. Los cinco niveles del inferiores en la parte oeste están suspendidos de vigas de transferencia de los niveles superiores.
El edificio fue inaugurado el 8 de noviembre de 2002 por George Iacobescu, director ejecutivo de Canary Wharf Group, y Jeremy Isaacs, presidente ejecutivo de Lehman Brothers en Europa y Asia, ambos colocaron la viga final de acero. En ese momento el 25 Bank Street fue el sexto el rascacielos más alto en Londres.
La Ingeniería de los ascensores se llevó a cabo por Lerch, Bates & Associates, Inc. Una empresa especialista en iluminación se contrató para el instalado de la iluminación en la parte alta del edificio. Este fue diseñado por LightMatters y consistía en proporcionar una iluminación arquitectónica y de control con un total de 5.472 led instalados entre la pared interior y la cubierta exterior de vidrio del edificio